# Scelidocteus vuattouxi
Scelidocteus vuattouxi là một loài nhện trong họ Palpimanidae. Loài này được phát hiện ở Ivoorkust.